# Chiaro (Gigi D'Alessio)
Chiaro è il quattordicesimo album in studio del cantautore italiano Gigi D'Alessio, pubblicato il 15 febbraio 2012.

## Descrizione
Contiene 13 brani inediti, tra cui Respirare, il brano presentato anche al Festival di Sanremo 2012, in duetto con Loredana Bertè. Da sottolineare anche canzoni come Lettera da Pietro, dedicata al fratello scomparso dopo una lunga malattia nel luglio 2011, e C'era una volta un Re che racconta del suo rapporto con il defunto padre.
Nell'album sono presenti anche due versioni inedite di Respirare (remix ad opera di Mario Fargetta), e di Io sarò per te (in duetto con Macy Gray). Inoltre il cantautore torna a cantare in napoletano a distanza di quattro anni dagli ultimi brani, con Te voglio bene ancora e A voglia 'e ce vasà. Il secondo singolo estratto dall'album è Chiaro, in radio dal 28 aprile 2012.

## Tracce
Testi di Vincenzo D'Agostino Gigi D'Alessio, musiche di Gigi D'Alessio, eccetto dove indicato.
1. Chiaro – 3:54
2. Respirare (feat. Loredana Bertè) – 3:51
3. Io sarò per te – 3:23
4. Sono solo fatti miei – 3:57
5. Pericolosamenteinnamorata – 3:36
6. Cronaca d'amore – 3:55
7. C'era una volta un re – 3:58
8. Te voglio bene ancora – 3:58
9. Sapessi dove sei – 3:55
10. Me duele la cabeza – 4:08 (Gigi D'Alessio, Óscar Schwebel Arizmendi)
11. Domani e Poi – 3:51
12. A Voglia e Ce Vasà – 3:38
13. Lettera Da Pietro Testo e Musica Gigi D'Alessio. – 4:29

## Classifiche

### Classifiche
| Classifica (2012) | Posizione massima |
| ----------------- | ----------------- |
| Italia            | 4                 |
| Svizzera          | 70                |